# AMTS (Benevento)
Azienda Mobilità Trasporti Sannio S.p.A., meglio nota attraverso l'acronimo AMTS, è stata un'azienda pubblica italiana concessionaria della gestione del trasporto pubblico locale e della sosta tariffata di Benevento.

## Storia
Fu fondata il 1º gennaio 1990 come Azienda Municipalizzata Trasporti Urbani (AMTU) per gestire il trasporto pubblico locale passato sotto la gestione in economia del comune nel 1964 dopo oltre un decennio di gestione da parte di società private; a partire dal 2000 ha iniziato a gestire anche la sosta tariffata mentre nel 2003 ha avviato l'attività di noleggio con conducente di vetture gran turismo.
Successivamente il 23 dicembre 2002 l'azienda speciale fu trasformata in società per azioni assumendo la denominazione di Azienda Mobilità Trasporti Sannio.
A causa delle forti perdite economiche la società presentò una prima domanda di ricorso al concordato preventivo nel 2013 la cui proposta fu però respinta dall'adunanza dei creditori; una seconda domanda di concordato fu presentata nel 2014 ma il mancato conseguimento della maggioranza dei crediti ammessi al voto e il sopravvenire irreversibile dello stato di insolvenza ha spinto il pubblico ministero a presentare nel novembre 2015 istanza di fallimento, sancita con una sentenza del 27 gennaio 2016. Nonostante l'iniziale accoglimento di un ricorso contro il fallimento presso la Corte d'appello di Napoli il fallimento è stato definitivamente sancito da una sentenza della Corte suprema di cassazione del 2019.
A partire dal 15 febbraio 2017 AMTS ha terminato la propria attività, passata alla società Trotta Bus Services in base ai risultati di una gara d'appalto indetta dal comune.

## Dati societari
Le attività di TPL e di parcheggio presso la struttura di via del Pomerio sono certificate UNI EN ISO 9001:2000.
Il Comune di Benevento è l'azionista di riferimento con il 100% del capitale sociale, benché le difficoltà economiche attraversate abbiano imposto a fine del 2014 la ricerca di un partner industriale individuato, alla fine di tale anno, nella società Busitalia.

### Bilanci e statistiche
| Anno | Fatturato  | Utile        | Dipendenti | Percorrenza TPL |
| ---- | ---------- | ------------ | ---------- | --------------- |
| 2010 | 5 946 765€ | 13 089 €     |            |                 |
| 2011 | 5 948 836€ | -1 698 363 € | 97 ca.     | 1 086 920 km    |
| 2012 | 6 053 175€ | -577 807 €   | 94         | 931 245 km      |
| 2013 | 5 290 951€ | -1 036 780 € | 96 ca.     | 910 810 km      |
| 2014 | 5 605 409€ | -212 686 €   | 90+17 ca.  | 924 182 km      |

Il servizio urbano svolto rientra fra quelli coperti dal Consorzio UnicoCampania.

## Settori di attività
L'azienda AMTS esplica le sue attività nei seguenti settori:
- servizio di trasporto pubblico urbano;
- servizio di scuolabus per il comune di Benevento;
- gestione dei parcheggi su strisce blu e in struttura di autoparcheggio coperto "Pomerio";
- gestione e noleggio di autobus GT.

### Collegamenti
Il servizio di trasporto pubblico urbano AMTS interessa, oltre al centro cittadino del comune capoluogo di Benevento, i comuni di San Nicola Manfredi e Sant'Angelo a Cupolo e zone periferiche di Benevento contigue a Pietrelcina, Apice, San Leucio del Sannio, Castelpoto, Foglianise e Vitulano, con circa 40 autobus distribuiti in 16 linee (escluse le speciali).

### Parcheggi

#### Su strada
| Ubicazione            | Posti | Ubicazione              | Posti | Ubicazione         | Posti | Ubicazione              | Posti |
| --------------------- | ----- | ----------------------- | ----- | ------------------ | ----- | ----------------------- | ----- |
| [ 9 ]                 | -     | Via Mariani             | 10    | Viale dei Rettori  | 28    | Via Flora               | 22    |
| -                     | -     | Via Vittime di Nassirya | 25    | Via dei Mulini     | 4     | Via Calandra            | 44    |
| Piazza Dogana         | 13    | Via Porta Rufina        | 12    | Viale Atlantici    | 62    | Via Mustilli            | 37    |
| Via G. Rummo          | 24    | Via delle Poste         | 15    | Viale Mellusi      | 75    | Via Oderisio            | 24    |
| Via Nuova Calore      | 9     | Via delle Puglie        | 16    | Via Sandro Pertini | 32    | Via san Giovanni di Dio | 81    |
| Piazza Cardinal Pacca | 120   | Via del Sole            | 21    | Via Pacevecchia    | 51    | Via Colonnette          | 15    |
| Piazza Duomo          | 6     | Piazza Risorgimento     | 152+8 | Via Delcogliano    | 158   | Via Posillipo           | 12    |
| Via Ennio Goduti      | 12    | Via Perasso             | 21    | Via De Caro        | 10    | Via Torre della Catena  | 22    |

#### Coperti
Dal 2000 l'azienda ha avuto in gestione dal comune di Benevento il parcheggio di via del Pomerio (540 posti); gli altri parcheggi gestiti sono i seguenti:
| Ubicazione                | Posti | Ubicazione       | Posti |
| ------------------------- | ----- | ---------------- | ----- |
| Viale Vittime di Nassirya | -     | Via Porta Rufina | -     |

## Parco veicoli

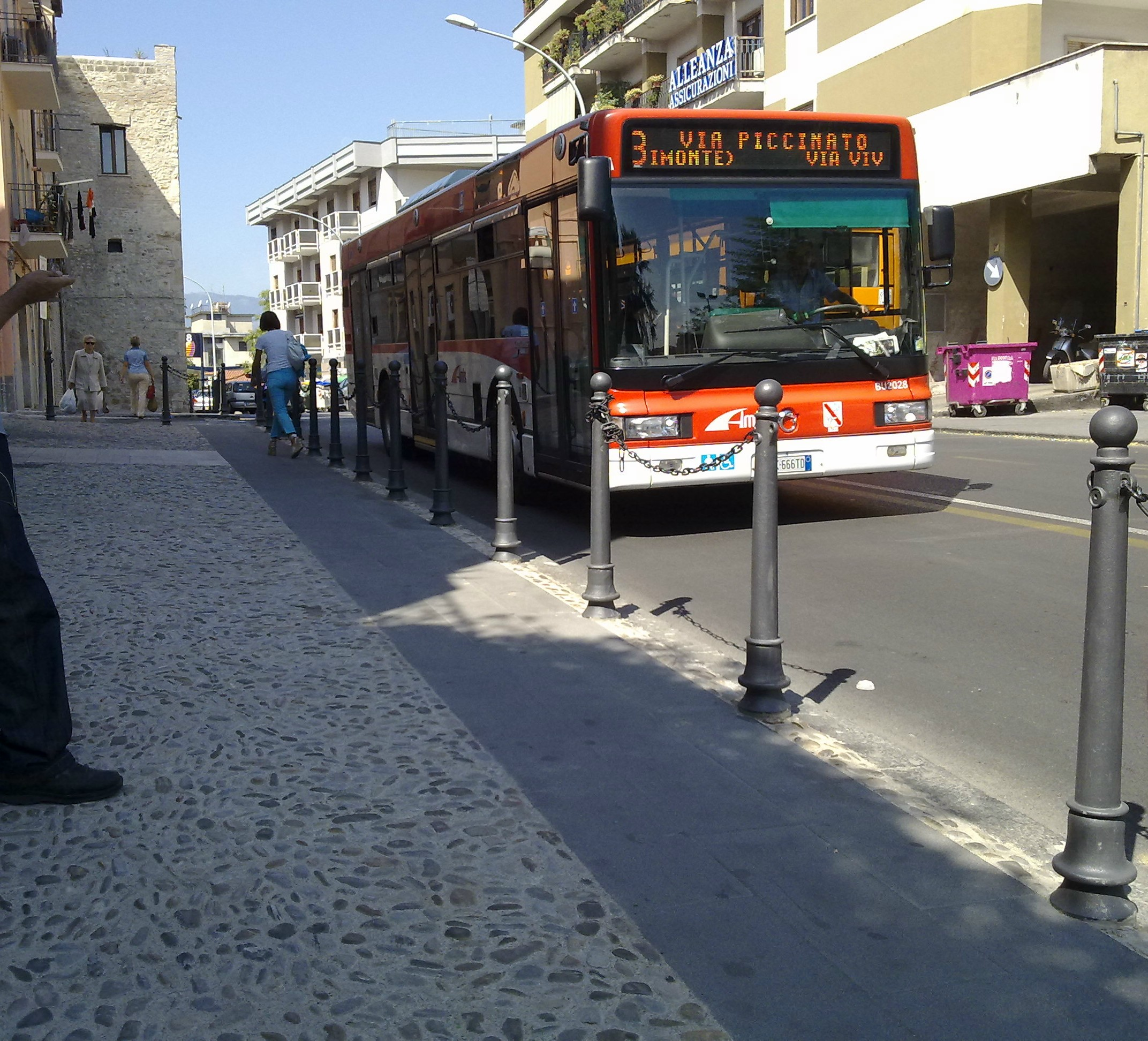
Irisbus CityClass nei pressi dell'arco di Traiano

Il Parco dell'AMTS era composto da 42 autobus urbani e 1 autobus ad uso NCC.